# Estadio Jorge Alfredo Arín
El Estadio Jorge Alfredo Arín es un recinto deportivo en propiedad del Cañuelas Fútbol Club, ubicado entre las calles Uruguay y San Juan, en Cañuelas, Provincia de Buenos Aires. Fue inaugurado el 14 de septiembre de 1996 en un encuentro correspondiente a la Primera C ante Ituzaingó. Posee una capacidad para 1.500 personas.

## Historia
Recibe el nombre de un expresidente del club (Jorge Alfredo Arín) que consiguió las terrenos donde posteriormente el estadio sería construido y además fue quien logró afiliar al club a la Asociación del Fútbol Argentino y así disputar los torneos que organiza esta entidad.
Para inaugurar al estadio, el Cañuelas Fútbol Club invitó a todos sus simpatizantes a acercarse y disfrutar del primer partido en el recinto, partido que se jugaría contra el Club Atlético Ituzaingó. El partido quedó marcado en la historia del club al ser la mayor goleada en contra, con un resultado 6-0 a favor de Los Verdes.

## Datos

### Como llegar
- Colectivos: Líneas 51 88 218
- Tren: Ferrocarril General Roca (FCGR)

### Actividades en el club
- Baby fútbol
- Running
- Tenis